# موترن
موترن (به فرانسوی: Mothern) یک کمون در فرانسه با جمعیت ۲٬۰۴۳ نفر است که در Canton of Seltz واقع شده‌است.